# Castillo de Beselga
El castillo de Beselga,se encuentra en la partida del mismo nombre, en la vertiente norte del monte Garbí, a unos dos kilómetros de Estivella, en la comarca del Campo de Morvedre, de la Comunidad Valenciana; y está declarado Bien de interés cultural, con número de anotación ministerial RI-51-0010926 y fecha de anotación 12 de noviembre de 2002.
Junto al castillo existió una aldea de Beselga (la cual aparece ya documentada en 1248), que se cree pudo ser la que dio más tarde origen al municipio de Estivella, aunque el término estuvo habitado mucho antes si atendemos a los yacimientos ibéricos y romanos encontrados en la zona. 

## Historia

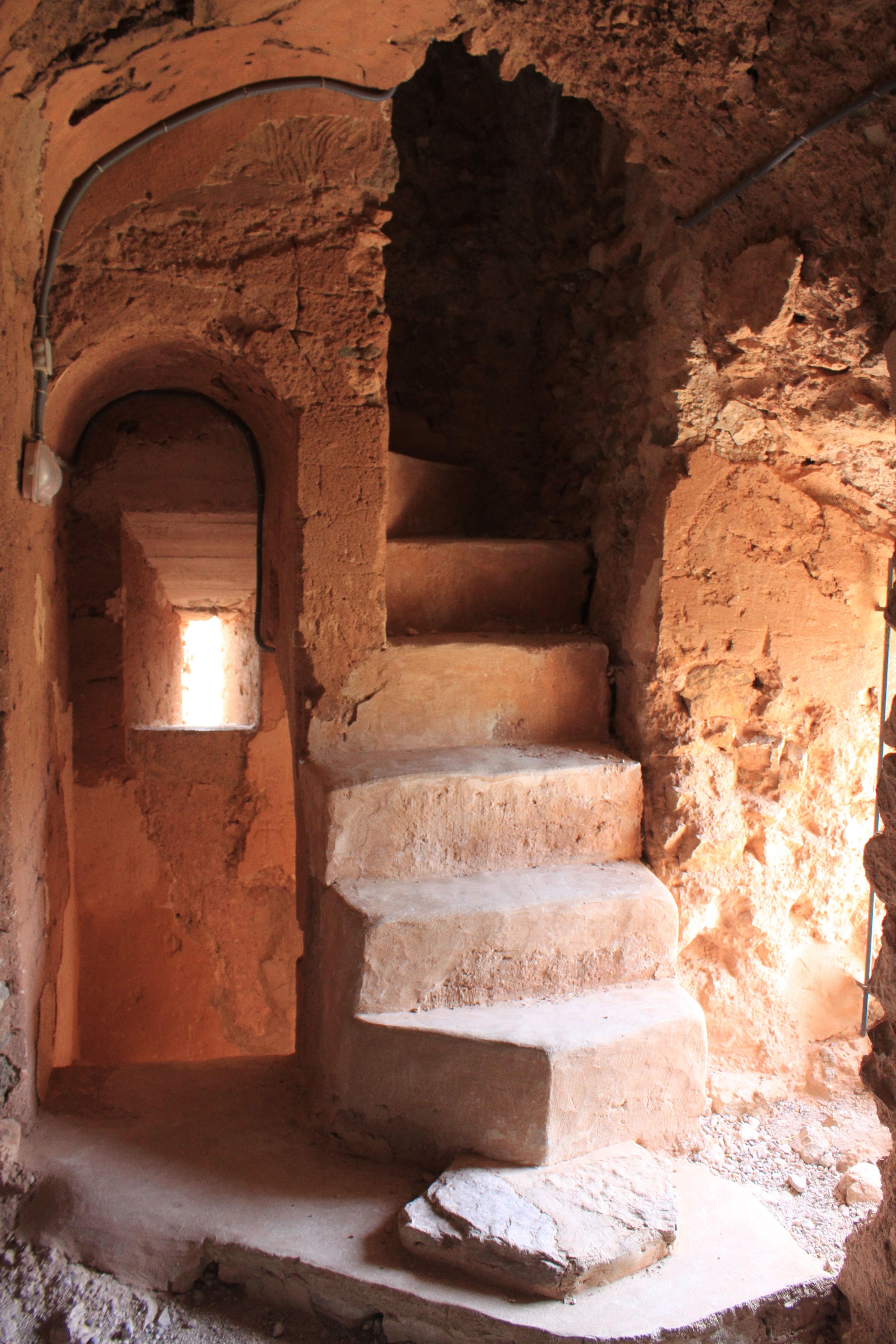
Interior de la torre, habitación de vigilancia y escaleras de acceso a la residencia superior y al almacén inferior.

Originalmente debió tratarse de una fortificación musulmana, de época almohade, mucho más modesta ya que venía a ser la clásica torre de defensa y alerta, probablemente rodeada por un recinto amurallado, que daba protección al poblado y formaba parte del sistema de fortalezas del vecino Castillo de Morvedre. El Libro del Repartiment ya menciona su existencia.
Tras la Reconquista, su primer señor fue el caballero Adam de Paterna (1248), al que sucedieron otros numerosos propietarios, como: Roger de Lauria en 1292, Guillem de Colom (1374, los Sanfeliú, los Monsoriu (cabe destacar a Gracián Monsoriu, quien en 1449 mandó la construcción de tres nuevas casas a partir de la torre vigía ya existente) y los Ixer o Híjar. En 1506 pasó a manos de Jaime de Aguilar (quien derruyó el castillo, debido a las incursiones de los agermanados), aunque volvió a manos de la familia Monsoriu, quienes en 1610, otorgarían la carta puebla al quedar despoblado el lugar a raíz de la expulsión de los moriscos. Perteneció a la demarcación de Morvedre (Sagunto) hasta 1535.
En el castillo se fusionan las funciones de defensa del territorio y de sus habitantes, residencia nobiliaria y símbolo del poder del señorío, aunque su vida fue corta ya que fue dañado gravemente durante la Guerra de las Germanías por los sublevados de Morvedre, y ya nunca volvería a recuperarse, entrando en rápida e irreversible ruina coincidiendo con el despoblamiento de la aldea en el siglo XIX, pasando a convertirse más tarde en zona residencial veraniega.

## Descripción

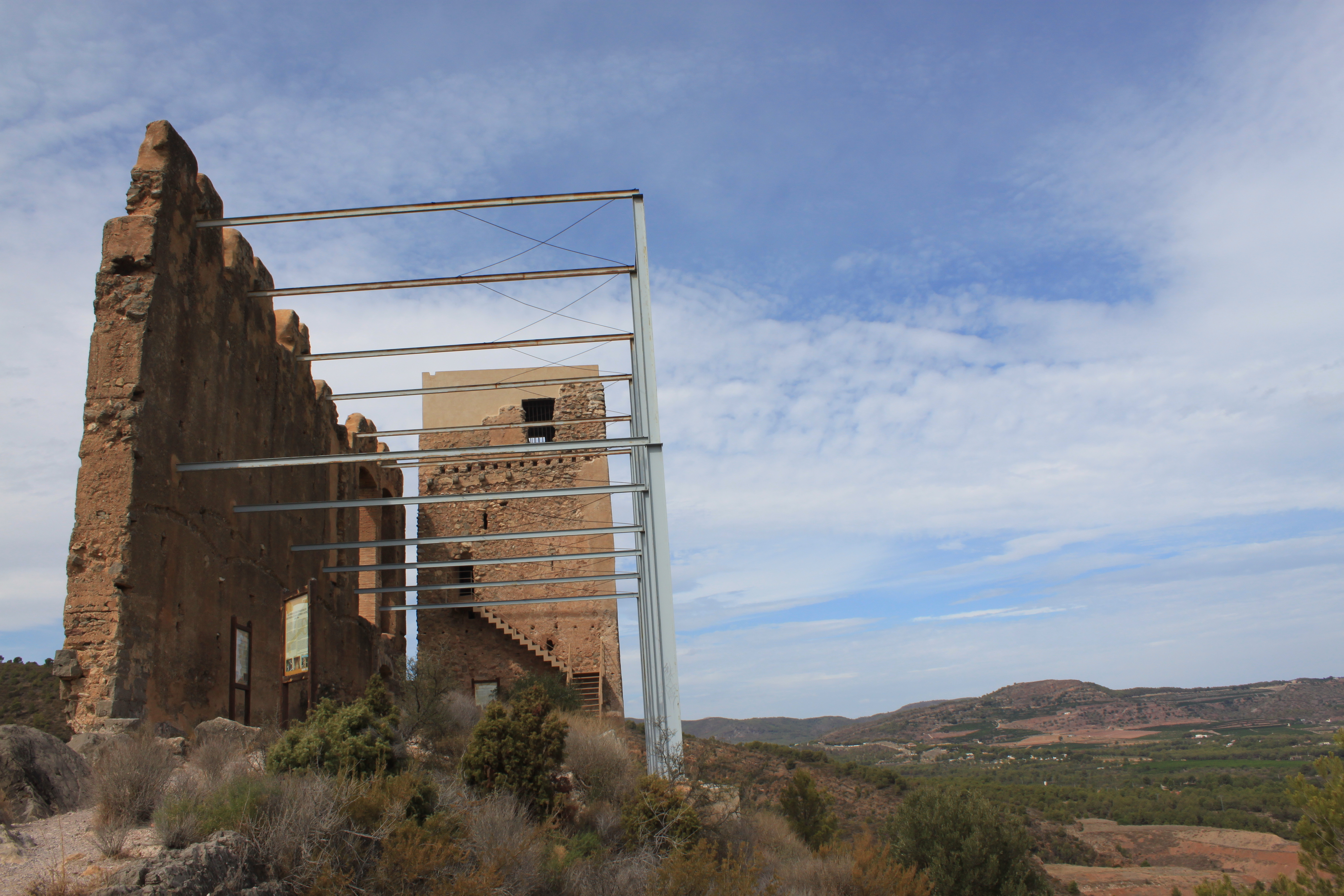
Vista de la estructura de refuerzo instalada en 2004.

El castillo se extiende de este a oeste, adaptándose a la topografía del terreno, cosa que le hace tener una forma alargada. La torre, de planta rectangular (7,10 por 7,30 metros en su planta baja, con una amplitud de 1,15 metros), se alza en el extremo oeste y está construida con la técnica de tapial (claramente distinto de los muros del castillo), con sillares en las escaleras, arcos de sustentación interiores y muros exteriores con aspilleras; y de tres pisos de altura. 
Su acceso, debía realizarse mediante una escalera desmontable lo cual aseguraba su protección. Hay una ventana abierta en cada nivel hasta llegar a la azotea superior. El nivel inferior de la torre parece que poseía aljibe, que se rehízo durante la época cristiana. El nivel intermedio se utilizaba como residencia de los ocupantes y el nivel superior tenía la función de centinela con vacíos defensivos en sus cuatro caras. El castillo-palacio cristiano, se ubica al lado de la torre, y puede datarse de finales del siglo XV. 
Tiene planta es rectangular, con 22,5 metros de longitud por 7,95 metros de anchura. Constaba de dos alturas y una azotea superior. La fachada norte era la principal y contaba con una puerta principal constituida por un arco de medio punto con grandes dovelas de 65 centímetros de altura. En un nivel superior presentaba dos grandes ventanas, una de ellas encima de la puerta, geminadas y de estilo gótico. La primera altura se sustentaba por bóvedas de medio punto ubicadas de norte a sur. La segunda planta estaría compuesta por viguería. Presentaba también unas diminutas ventanas en la última altura y unas almenas adosadas al muro. Todo ello confiere al conjunto un aspecto más de palacio o vivienda señorial que de fortaleza con fines defensivos.
En 2004 se rehabilitó la torre y se consolidaron los elementos del castillo. En 2011 se realiza la adecuación del acceso al castillo y la restauración de un muro de mampostería que delimitaba el acceso.